# Línea 13 (Dbus)
La línea 13 de Dbus es la 2ª línea de autobús más utilizada de la ciudad. Conecta el centro de la ciudad con el populoso barrio de Altza.
La línea dispone de dos recorridos: el principal y el secundario (denominado "Buenvista"). Se diferencian por el letrero del autobús.
Por las noches de los viernes y sábados, las líneas B6 y B10 cubren su recorrido.

## Paradas

### Hacia Larratxo I
- Boulevard 3 5 8 9 21 25 26 28 29 31 42
- Libertad 21 33 37
- Pinares Miracruz 16 27 37
- Vasconia 14 27 29 31 33 36 37 46
- Jai Alai 14 27 29 33 37 46
- Reloj 14 27 46
- Intxaurrondo Zaharra 14 46
- Alto de Miracruz 14 27 46
- Elosegi 111 27 38
- Herrera Euskotren 27 38
- Herrera 20 27 31
- Herrera 42 27 31
- Errota Bekoa 31
- Santa Bárbara 27 31 38
- Ambulatorio de Altza 38
- Nerecan 27 31 38
- Txapinene 31
- San Martzial 27 31 38
- Martillun 27 31 38
- Leosiñeta 24 33
- Larratxo 46 24 27 31 33 38
- Larratxo I 33 38

### Hacia Boulevard 3
- Larratxo I 33 38
- Bianka 24 38
- Leosiñeta II
- Lauaizeta 33 24 38
- Altza 55 24 38
- Elizasu 38
- Larratxo 94 24 38
- Larratxo 98 38
- Arriberri 24 38
- Arria Parkea
- Pikabea 24
- Renfe Herrera 24
- Herrera 24 38
- Gaiztarro 24 38
- Alto de Miracruz 14 24 31 46
- Ulia 14 31 46
- Toki Eder 24 31 46
- Jesuitak 24 31 46
- Mariaren Bihotza 24 31 37 46
- Kursaal 29 31 37 42
- Boulevard 3 5 8 9 21 25 26 28 29 31 42

### Hacia Larratxo I (por Buenavista)
- Boulevard 3 5 8 9 21 25 26 28 29 31 42
- Libertad 21 33 37
- Pinares Miracruz 16 27 37
- Vasconia 14 27 29 31 33 36 37 46
- Jai Alai 14 27 29 33 37 46
- Reloj 14 27 46
- Intxaurrondo Zaharra 14 46
- Alto de Miracruz 14 27 46
- Elosegi 111 27 38
- Herrera Euskotren 27 38
- Escalerillas
- Casares 57
- Casares 69
- Casares 42
- Arrizar
- Aitz Gain
- Txirrita 54
- Txirrita 21
- Txirrita 13
- Larratxo I 33 38

### Hacia Boulevard 3 (por Buenavista)
- Larratxo I 33 38
- Bianka 24 38
- Leosiñeta II
- Lauaizeta 33 24 38
- Altza 55 24 38
- Elizasu 38
- Larratxo 94 24 38
- Larratxo 98 38
- Arriberri 24 38
- Oleta 38
- Darieta 38
- Buenavista - Casares 38
- Puerto de Pasajes - Escalerillas
- Herrera 24 38
- Gaiztarro 24 38
- Alto de Miracruz 14 24 31
- Ulia 14 31
- Toki Eder 24 31
- Jesuitak 24 31
- Mariaren Bihotza 24 31 37
- Kursaal 29 31 37 42
- Boulevard 3 5 8 9 21 25 26 28 29 31 42